# Baytown
Baytown ist eine Stadt im Harris County im Bundesstaat Texas der Vereinigten Staaten von Amerika. Das U.S. Census Bureau hat bei der Volkszählung 2020 eine Einwohnerzahl von 83.701 ermittelt.

## Geographie
Die Stadt stellt eine principal city der Metropolregion Greater Houston dar. Sie liegt etwa 20 Kilometer südlich des in Ost-West-Richtung verlaufenden Interstate 10 im Südosten von Texas, etwa 50 Kilometer vom Golf von Mexiko entfernt und hat eine Gesamtfläche von 85,9 km², davon 1,3 km² Wasserfläche. Die Entfernung nach Houston im Westen beträgt etwa 45 Kilometer.

## Geschichte
Die Besiedlung in der Gegend des heutigen Baytown begann um 1822. Einer der ersten Siedler war Nathaniel Lynch, der am Zusammenfluss des San Jacinto Rivers und des Buffalo Bayou baute. Die Fährverbindung gibt es noch heute in modernisierter Form und ist bekannt als Lynchburg Ferry.
Den wirtschaftlichen Aufschwung erhielt die Stadt 1916, als die ersten Ölfunde gemacht wurden. Die Humble Oil & Refining Company, gegründet von Ross S. Sterling, erbaute eine Raffinerie, die damals zu den größten der Welt zählte. Später wurde ExxonMobil das wichtigste Mineralölunternehmen mit 10 Verarbeitungswerken in der Umgebung. 1970 eröffnete die United States Steel ein großes Stahlwerk in der Nähe der Stadt, das aber 1986 wieder geschlossen wurde.

## Demographische Daten
Nach der Volkszählung im Jahr 2000 lebten hier 66.430 Menschen; es wurden 23.483 Haushalte und 17.025 Familien gezählt. Die Bevölkerungsdichte betrug 786 Einwohner pro km². Ethnisch betrachtet setzt sich die Bevölkerung zusammen aus 67,87 % weißer Bevölkerung, 13,38 % Afroamerikanern, 0,51 % amerikanischen Ureinwohnern, 0,98 % Asiaten, 0,08 % Bewohnern aus dem pazifischen Inselraum und 14,42 % aus anderen ethnischen Gruppen; 2,77 % stammten von zwei oder mehr Rassen ab. 34,24 % der Bevölkerung waren spanischer oder lateinamerikanischer Abstammung.
Von den 23.483 Haushalten hatten 39,2 % Kinder unter 18 Jahre, die im Haushalt lebten. 52,9 % davon waren verheiratete, zusammenlebende Paare. 14,2 % waren allein erziehende Mütter und 27,5 % waren keine Familien. 23,0 % aller Haushalte waren Singlehaushalte und in 8,0 % lebten Menschen, die 65 Jahre oder älter waren. Die Durchschnittshaushaltsgröße betrug 2,80 und die durchschnittliche Größe einer Familie 3,32 Personen.
30,0 % der Bevölkerung waren unter 18 Jahre alt, 11,2 % von 18 bis 24, 29,4 % von 25 bis 44, 19,5 % von 45 bis 64, und 10,0 % die 65 Jahre oder älter waren. Das Durchschnittsalter war 31 Jahre. Auf 100 weibliche Personen aller Altersgruppen kamen 94,4 männliche Personen. Auf 100 Frauen im Alter ab 18 Jahren kamen 91,4 Männer.
Das jährliche Durchschnittseinkommen eines Haushalts betrug 40.559 USD, das Durchschnittseinkommen einer Familie 45.346 USD. Männer hatten ein Durchschnittseinkommen von 38.039 USD gegenüber den Frauen mit 25.012 USD. Das Prokopfeinkommen betrug 17.641 USD. 15,5 % der Bevölkerung und 13,0 % der Familien lebten unterhalb der Armutsgrenze. Davon waren 21,9 % Kinder und Jugendliche unter 18 Jahren und 9,8 % waren 65 oder älter.

## Wirtschaft
Mit der Baytown Refinery befindet sich eine der größten Erdölraffinerien der USA in Baytown. Die Kapazität beträgt 584.000 Barrel pro Tag – das entspricht über 92,8 Millionen Liter Erdöl täglich. Die Raffinerie öffnete bereits 1919 während des damaligen Ölbooms in Texas. Durch den ständigen Bevölkerungsanstieg in Texas wurde die Kapazität der Raffinerie mit der Zeit immer weiter ausgebaut. Zuletzt auch wegen des derzeitigen Schieferölbooms in den USA, welcher überwiegend in Texas und North Dakota stattfindet. Die Raffinerie ist der größte Arbeitgeber der Stadt. Von den 84,6 km² Landfläche in Baytown beansprucht die Raffinerie 9,7 km².
Baytown ist auch Standort eines Werks von Covestro.

## Kriminalität
Die Kriminalitätsrate liegt bei 322,9 Indexpunkten; der US-Landesdurchschnitt beträgt 329,7 Punkte. Im Jahr 2003 gab es 5 Morde, 31 Vergewaltigungen, 75 Raubüberfälle, 153 tätliche Angriffe auf Personen, 590 Einbrüche, 2103 Diebstähle und 232 Autodiebstähle.

## Persönlichkeiten

### Söhne und Töchter
- John M. Fabian (* 1939), NASA-Astronaut
- John Hagee (* 1940), Prediger und Televangelist sowie Gründer und Leiter der Cornerstone Church in Texas
- Bobby Fuller (1942–1966), Rocksänger, Songschreiber und Gitarrist
- Gary Busey (* 1944), Schauspieler
- Sherwood Stewart (* 1946), Tennisspieler
- Renée Zellweger (* 1969), Schauspielerin
- Rocky Bernard (* 1979), American-Football-Spieler
- Macey Cruthird (* 1992), Schauspielerin
- RaeLynn (* 1994), Sängerin

### Mit der Gemeinde verbundene Persönlichkeiten
- Joe Tex (1933–1982), Soulsänger
- William Broyles junior (1944), Drehbuchautor